# 锡里乌斯
锡里乌斯（羅馬化：Sirius；意为“天狼星”）是俄罗斯克拉斯诺达尔边疆区的市级镇，也是俄罗斯第一个“联邦领土”，地处克拉斯诺达尔边疆区南部，位于边疆区首府克拉斯诺达尔东南方。该地南临黑海，北部大致以A147公路为界，西部和东部则分别以姆济姆塔河与普索乌河为界。索契奥林匹克公园和索契赛道就位于该地。
2020年12月22日，索契市的阿德列尔城市区中，位于伊梅列季低地的一部分被从城市区中划出，成为新市级镇“锡里乌斯”。该地2021年人口有13,424人。